# استفان بلنک
استفان بلنک (انگلیسی: Stefan Blank؛ زادهٔ ۱۰ مارس ۱۹۷۷) بازیکن فوتبال سابق اهل آلمان است.
از باشگاه‌هایی که در آن بازی کرده‌است می‌توان به باشگاه فوتبال آلمانیا آخن، باشگاه فوتبال هانوفر ۹۶، باشگاه فوتبال شالکه ۰۴، باشگاه فوتبال کایزرسلاوترن، باشگاه فوتبال دویسبورگ، باشگاه ورزشی وردر برمن، باشگاه فوتبال سن پائولی، و باشگاه فوتبال اشتوتگارت اشاره کرد.
وی همچنین در تیم‌های ملی فوتبال زیر ۲۱ سال آلمان و زیر ۲۳ سال آلمان بازی کرده‌است.